# Elegy (album, Amorphis)
Elegy je tretji studijski album finske Heavy Metal skupine Amorphis, izdan leta 1996.

## Seznam pesmi
1. Better Unborn – 5.52
2. Against Widows – 4.06
3. The Orphan – 5.17
4. On Rich and Poor – 5.19
5. My Kantele – 5.02
6. Cares – 4.29
7. Song of the Troubled One – 4.08
8. Weeper on the Shore – 4.52
9. Elegy – 7.21
10. Relief – 4.09
11. My Kantele (acoustic reprise) – 5.55